# وحدة أبولو للقيادة والخدمة

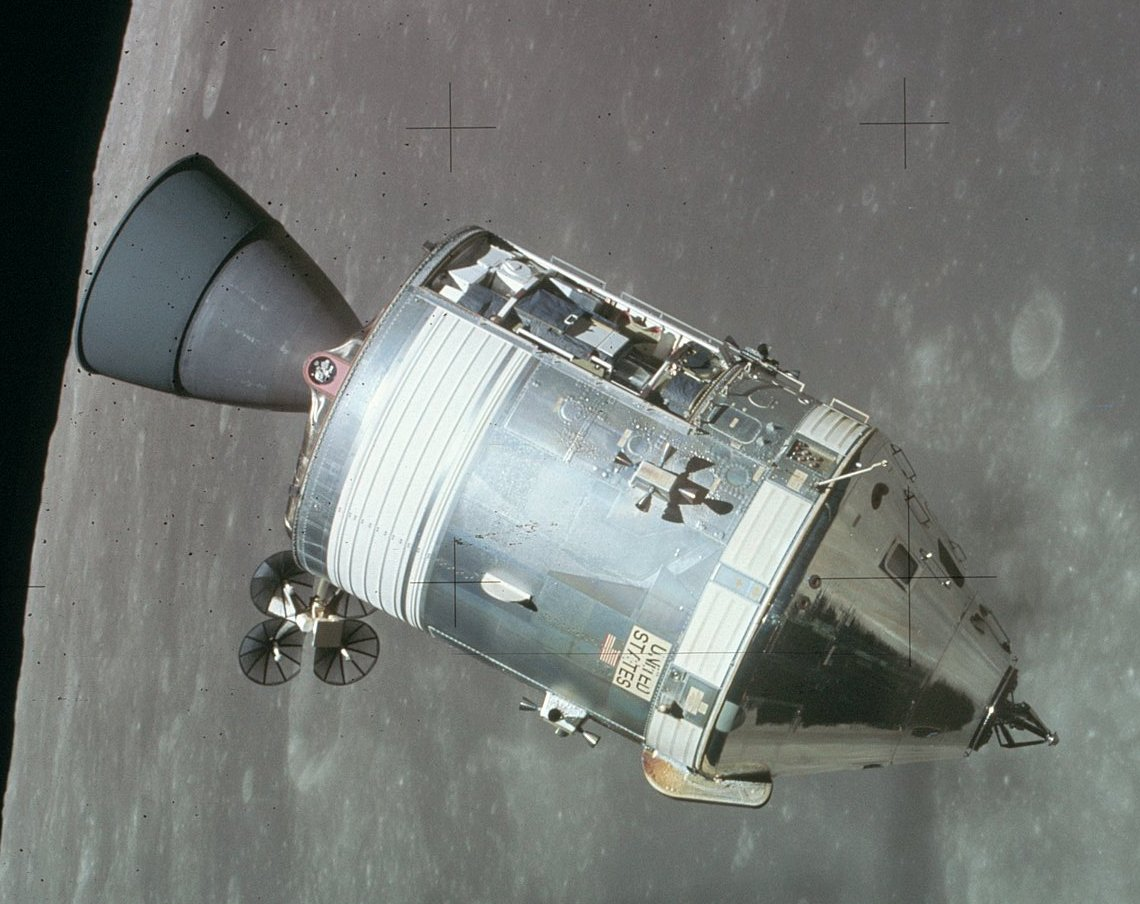

وحدة أبولو للقيادة والخدمة (بالإنجليزية: Apollo command and service module (CSM))‏ هي مركبة الفضاء التي وكلت ناسا شركة طيران أمريكا الشمالية خلال برنامج أبولو لأجل حمل رواد الفضاء والذهاب بهم إلى القمر والهبوط عليه ثم العودة بهم سالمين إلى الأرض. لأداء تلك البعثة صممت أيضا مركبة الهبوط على القمر التي أمكن بها هبوط رواد الفضاء على القمر، وبعد أداء استكشافاتهم على سطح القمر صعد الرواد بها إلى مدار حول القمر، ثم التحما بوحدة أبولو للقيادة والخدمة التي كانت قد اتخذت مدار حول القمر إلى حين عودتهم.
بعد انتهاء برنامج أبولو للهبوط على القمر استخدمت وحدة أبولو للقيادة والخدمة في توصيل رواد الفضاء إلى محطة الفضاء أبولو-سويوز التي كانت تدور في مدار حول الأرض.
وتتكون مركبة الفضاء كما تعرف تسميتها التفصيلية من جزئين: وحدة القيادة أو كبسولة القيادة command module
وهي مخروطية الشكل وتكون مأهولة وتستخدم للعودة إلى الأرض، ومعدة لتحمل الاحتكاك الشديد بجو الأرض ثم الهبوط في البحر. والجزء الثاني هي وحدة الخدمة Service Module، وهي أسطوانية الشكل وتحتوي على محرك صاروخي قوي وبها خزانات الوقود وخزانات إنتاج الطاقة الكهربائية وتعمل أيضا كمخزن للمواد الأخرى اللازمة للرحلة التي تستغرق نحو 10 أيام. وعند عودة الرواد من القمر وقبل الوصول إلى الأرض بنحو ساعتين يفصلون وحدة الخدمة ويدعوها تحترق في جوالأرض، وذلك قبل وصولهم إلى الأرض على متن كبسولة القيادة والهبوط بها.

## وحدة القيادة

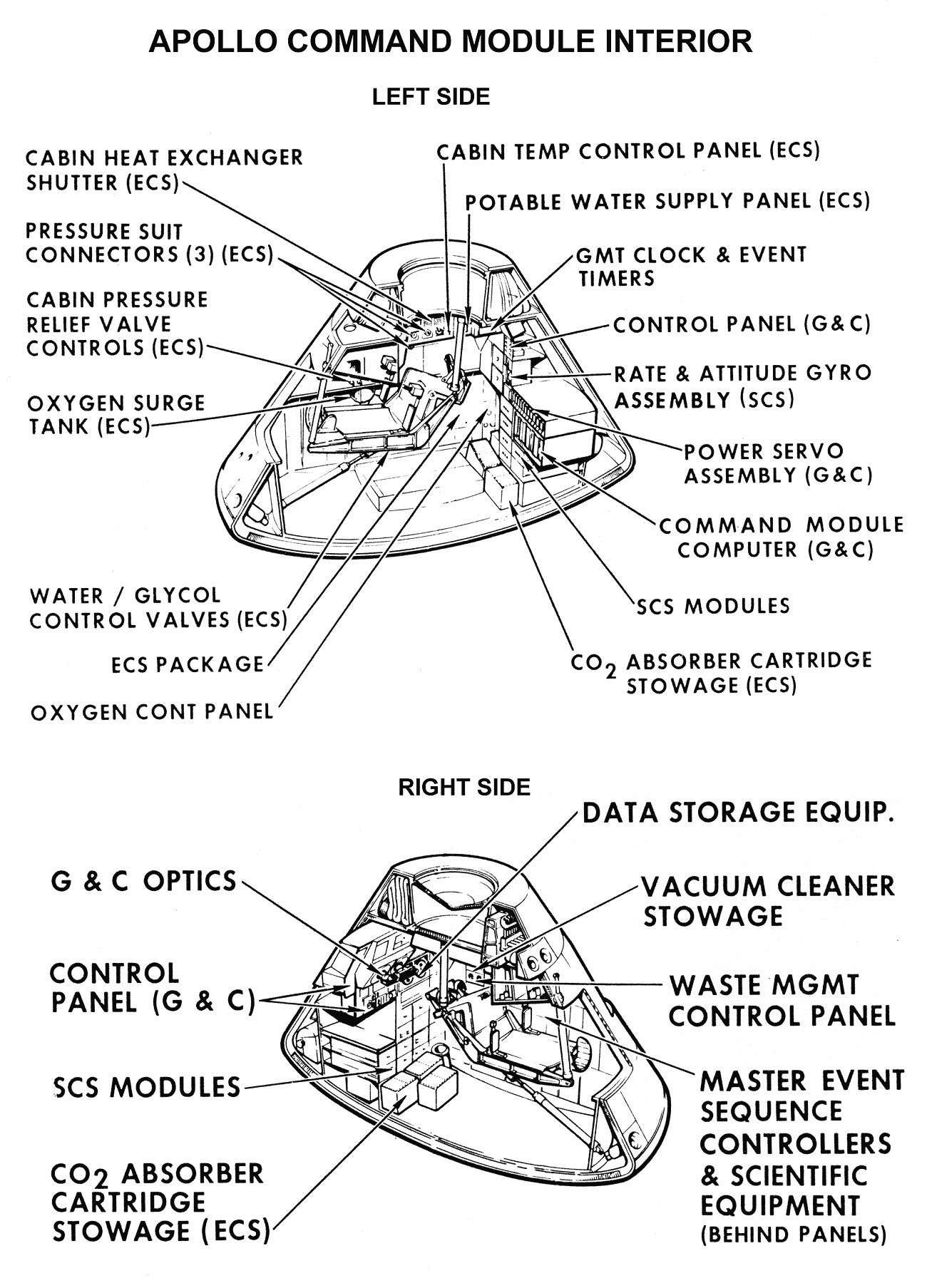
كابسولة وحدة خدمات أبولو من الداخل

وحدة القيادة مخروطية الشكل يبلغ ارتفاعها 2و3 متر وقطر قاعدتها 9و3 متر، ويحتوي قسمها العلوي عل محركين نفاثين لضبط الاتجاه. ونفق الالتحام بمركبة الهبوط على القمر. بداخلها أماكن جلوس الرواد وأجهزة القيادة والملاحة والحاسوب. وأما قاع المركبة فيحتوي على 10 محركات نفاثة صغيرة للتوجيه، وخزانات الوقود، وخزان الماء.

## مواصفات وحدة القيادة
- الطاقم: 3 رواد فضاء
- حجم الكبسولة: 6 متر مكعب>
- ارتفاع الكبسولة: 3.2 متر
- قطر الكبسولة: 3.9 متر
- وزنها: 3800 كيلوجرام
- وزن العازل الحراري: 850 كيلوجرام
- وزن نفاثات التوجيه: 400 كيلوجرام
- وزن أجهزة الملاحة: 505 كيلوجرام
- وزن الأجهزة الكهربائية: 700 كيلوجرام
- وزن أجهزة الاتصال: 100 كيلوجرام
- وزن عتاد الرواد وغذائهم: 550 كيلوجرام و
- عدد نفاثات التوجيه: 12، دفع الواحدة 410 نيوتن.
- وقود النفاثات: N2O4/UDMH
- وزن وقود النفاثات: 122 كيلوكرام
- وزن ماء الشرب: 15 كيلوجرام
- خزان ماء العادم: 26.5 كيلوجرام
- تنقية الهواء: هيدروكسيد الليثيوم
- بطاريات الكهرباء: 3 بطاريات 40 أمبير ساعة، بطاريات فضة-زنك
- المظلات: 2 ابتدائية كل واحدة 5 متر، و3 مظلات رئيسية كل واحد 25 متر.

## وحدة الخدمة

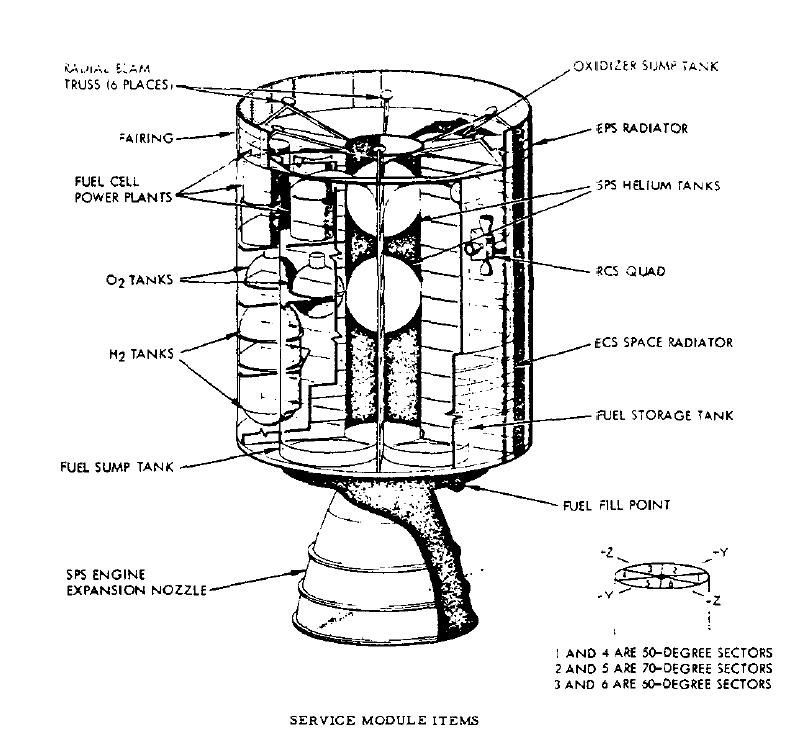
وحدة الخدمة من الداخل.

تتكون وحدة الخدمة Service Module من هيكل أسطواني قطر 9و3 متر وطوله 5و7 متر، ويحتوي على خزانات الوقود وخلايا وقود لإنتاج الكهرباء، و4 نفاثات رباعية للتوجيه، وهوائي للاتصال بمركز المتابعة على الأرض، وخزانات الماء والهواء والأكسجين. كما زودت الوحدة بأجهزة علمية خلال الرحلات أبولو 15 وأبولو 16 وأبولو 17. وهي مثبتة بوحدة القيادة بواسطة 6 مثبتات تعمل بالضغط.
والوحدة مزودة بمحرك صاروخي قوي قوة 91 كيلو نيوتن يعمل على كبح المركبة لدخول مدار القمر، وكذلك لتسريع المركبة للخروج من مدار القمر عند العودة إلى الأرض. كما يستخدم المحرك الصاروخي أثناء الرحلة لضبط المسار بين الأرض والقمر، وهو يعمل بمحرك واحد، لكنه عالي الكفاءة وأثبت قدرته من قبل.
تبقى وحدة الخدمات متصلة بوحدة القيادة طوال الرحلة، وتُفصل قبل دخول وحدة القيادة جو الأرض.
مركب على وحدة الخدمة من الخارج أربعة وحدات رباعية (تنفث في أربعة اتجاهات متعامدة) موزهة كل 90 درجة في نصف الوحدة العلوي للتوجيه. ويبلغ دفع كا منها 445 نيوتن وهي تستخدم وقود مونوميثيل الهيدرازين MMH ورابع أكسيد النيتروجين N2O4 كمادة مؤكسدة. وكل منها لهُ خزان وقود وخزان مؤكسد خاصين به.
وتحتوي الأسطوانة المركزية في وحدة الخدمة على المحرك الصاروخي وما يتبعه من خزانين للهيليوم المضغوط. ويعمل المحرك الصاروخي وقود (Aerozine 50 (hydrazine/UDMH ورابع أكسيد النيتروجين كمؤكسد، ويتميز بقوة دفع 91 كيلو نيوتن. ويبلغ طول نفاثته 9و3 متر واتساع فتحة الخروج 5و2 متر.

## اقرأ أيضا

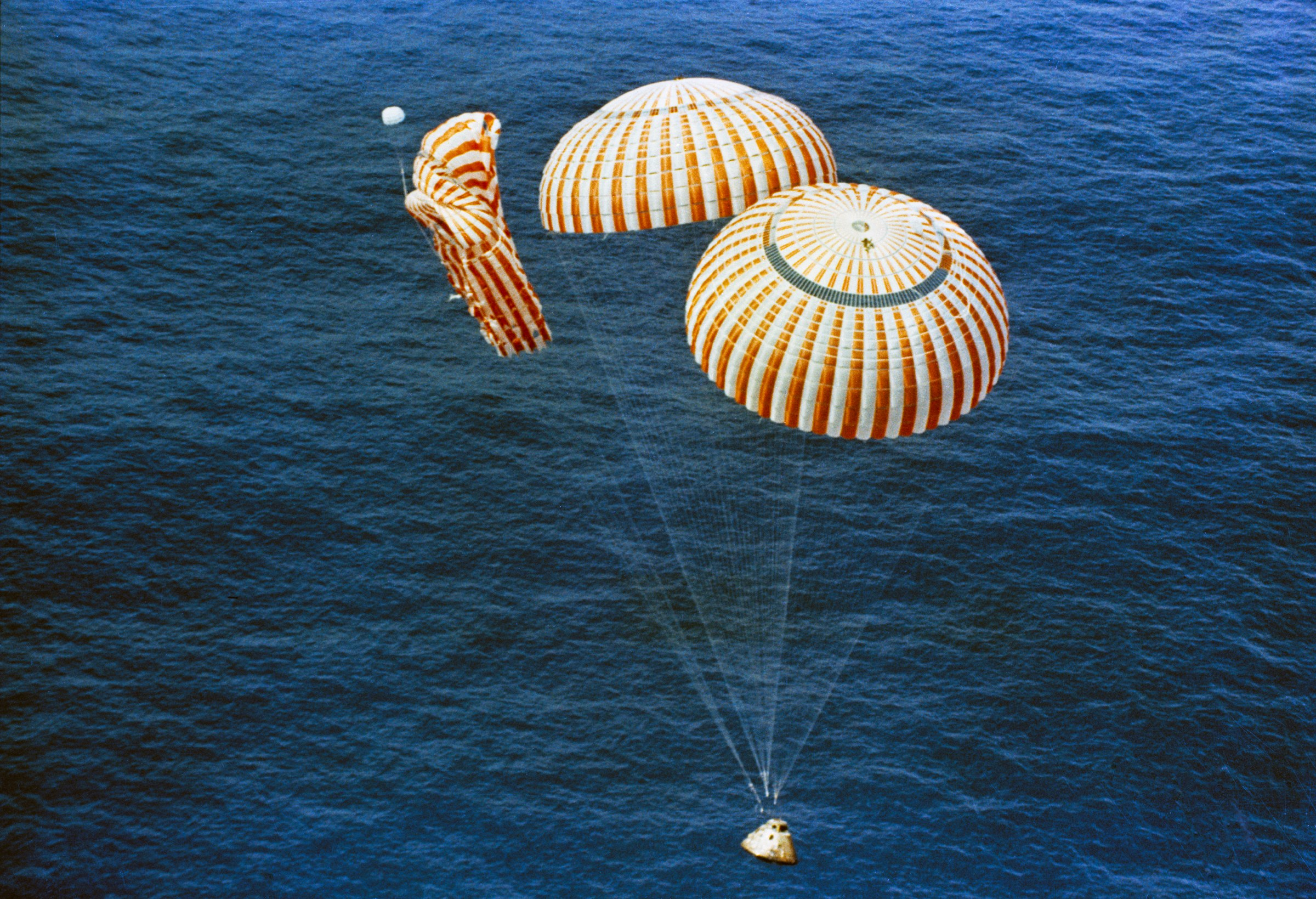
عودة أبولو 15، عدم انفتاح المظلة الثالثة.

- مركبة الهبوط على القمر
- مركبة الإنزال
- أبولو 11
- أبولو 17
- نيل أرمسترونج
- مركبة فضاء
- أوريون (مركبة فضاء)
- قائمة رواد فضاء أبولو
- قائمة بعثات أبولو
- مركبة فضائية مجزأة